# فرانك دبليو. جونسون
فرانك دبليو. جونسون (بالإنجليزية: Frank W. Johnson)‏ هو ضابط أمريكي، ولد في 3 أكتوبر 1799 في ليسبورغ في الولايات المتحدة، وتوفي في 8 أبريل 1884 في مدينة أغواسكاليينتس في المكسيك.